# Meroux-Moval
Meroux-Moval község Franciaország Burgundia-Franche-Comté régiójában, Territoire de Belfort megyében. Új községként 2019. január 1-jén jött létre Meroux és Moval község egyesítésével. A korábbi községek egyesülésekor az új község lélekszáma 1313 fő lett. Lakosainak száma 1420 fő (2022. január 1.).

## Népesség
| Lakosok száma | 1307 | 1310 | 1368 | 1390 | 1405 | 1420 |
|               | 2017 | 2018 | 2019 | 2020 | 2021 | 2022 |